# Anadarko
Anadarko è una città della Contea di Caddo, in Oklahoma.

## Storia
Il primo nucleo della città nacque nel 1873, con la costruzione di un ufficio postale. Il nome gli venne dato con riferimento alla tribù di nativi dei Nadaco (Nadá-kuh in nativo, ovvero posto delle api), il cui nome venne storpiato da un impiegato. La tribù dei Nadaco faceva parte della "nazione" dei Caddo, la quale dà il nome alla contea.
Nel 1901 il governo federale tenne una prima asta per dei lotti di terreno riservati a coloni, assegnazioni di terreni che proseguirono fino a portare la popolazione colonica a 2.190 nel 1907.
L'economia originaria del luogo si basò su agricoltura, allevamento e commercio da parte dei nativi.

## Popolazione
Al censimento del 2010 risultavano 6.762 residenti. La popolazione è equamente divisa tra bianchi e nativi, con minoranze di ispanici e afroamericani. La popolazione è prevalentemente giovane, con un'età mediana di 32 anni.

## Cultura
Anadarko si è autoproclamata Capitale indiana della nazione: ospita l'annuale esposizione indiana. È una delle due città in Oklahoma (l'altra è Bartlesville) che ospita una tribù Lenape. In città esiste anche la National Hall of Fame for Famous American Indians.
Molte strutture sono culturalmente, nei nomi e negli stili, visibilmente influenzate dalla forte presenza numerica nativa.